# 清の富士猛
清の富士 猛（きよのふじ たけし、1966年2月11日 - ）は、静岡県伊東市出身で伊勢ヶ濱部屋に所属した元大相撲力士。本名は薬丸 猛（やくまる たけし）。得意手は突き、押し。身長174cm、体重141kg。最高位は東十両11枚目（1993年9月場所）。血液型はO型。

## 来歴
知人の紹介で伊勢ヶ濱部屋に入門し、1981年3月場所初土俵を踏んだ。小兵のため三段目から幕下にかけて苦労した時期もあったが、着実に番付を上げて行き、入門から12年かかり1993年9月場所に十両に昇進した。この少し前の5月場所には西幕下10枚目で6連勝し七番相撲に際して「清の富士も勝ち越せば即関取ですからね」と大相撲放送で解説されたことがあったが、負けて6勝1敗となり昇進を逃している。正統派の突き押し相撲で期待されたが、十両では9月場所は7勝8敗、11月場所は6勝9敗と2場所続けて負け越し、1994年1月場所には幕下に陥落した。以降も十両復帰を目指して相撲をとり続けたが、1998年9月場所での全休を最後に現役を引退した。
清の富士が幕下に陥落して以来、伊勢ヶ濱部屋の関取が不在となった。この状況は部屋が消滅した2007年1月場所まで続いた。
引退後はボディビルダーに転身し、最高で150kgあった体重を鍛え抜いて78kgまで落とし、2014年9月までに「東京ボディビル選手権大会」のマスターズ40歳以上級に3回出場した記録を残している（いずれも予選落ち）。2024年5月3日には「東京ノービスボディビル選手権大会」のマスターズ50歳以上級に68kgの体重で出場(予選落ち)。
従弟にはタレント・薬丸裕英がいる。しかし当時は空前の若貴ブームで、それに隠れた清の富士の注目度はほとんどなかった。

## 主な戦績
- 生涯成績：386勝347敗18休 勝率.527
- 十両成績：13勝17敗 勝率.433
- 現役在位：105場所
- 十両在位：2場所

### 場所別成績
| | 一月場所 初場所（東京） | 三月場所 春場所（大阪） | 五月場所 夏場所（東京） | 七月場所 名古屋場所（愛知） | 九月場所 秋場所（東京） | 十一月場所 九州場所（福岡） |
| --- | ----------------------- | ----------------------- | ----------------------- | --------------------------- | ----------------------- | --------------------------- |
| 1981年 （昭和56年） | x                       | （前相撲）              | 西序ノ口51枚目 5–2      | 西序二段126枚目 3–4         | 東序二段141枚目 3–4     | 西序ノ口筆頭 4–3            |
| 1982年 （昭和57年） | 西序二段118枚目 3–4     | 西序ノ口3枚目 4–3       | 東序二段100枚目 3–4     | 西序二段110枚目 5–2         | 西序二段66枚目 4–3      | 東序二段46枚目 4–3          |
| 1983年 （昭和58年） | 西序二段20枚目 4–3      | 西序二段6枚目 5–2       | 西三段目60枚目 2–5      | 東三段目83枚目 3–4          | 東序二段11枚目 5–2      | 東三段目71枚目 5–2          |
| 1984年 （昭和59年） | 東三段目37枚目 2–5      | 西三段目64枚目 4–3      | 西三段目43枚目 4–3      | 東三段目25枚目 0–3–4        | 東三段目70枚目 3–4      | 東三段目84枚目 5–2          |
| 1985年 （昭和60年） | 西三段目47枚目 5–2      | 西三段目17枚目 2–5      | 西三段目46枚目 3–4      | 東三段目59枚目 4–3          | 東三段目47枚目 4–3      | 東三段目28枚目 5–2          |
| 1986年 （昭和61年） | 西幕下53枚目 4–3        | 東幕下39枚目 4–3        | 東幕下27枚目 4–3        | 西幕下19枚目 1–6            | 東幕下58枚目 3–4        | 東三段目9枚目 6–1           |
| 1987年 （昭和62年） | 東幕下37枚目 4–3        | 東幕下30枚目 3–4        | 西幕下39枚目 4–3        | 東幕下27枚目 1–6            | 西幕下57枚目 5–2        | 西幕下36枚目 4–3            |
| 1988年 （昭和63年） | 東幕下28枚目 2–5        | 東幕下53枚目 3–4        | 西三段目6枚目 5–2       | 東幕下48枚目 2–5            | 西三段目11枚目 3–4      | 東三段目24枚目 5–2          |
| 1989年 （平成元年） | 東幕下58枚目 6–1        | 東幕下30枚目 3–4        | 東幕下39枚目 3–4        | 東幕下49枚目 5–2            | 西幕下29枚目 3–4        | 東幕下41枚目 5–2            |
| 1990年 （平成2年） | 西幕下25枚目 4–3        | 東幕下18枚目 5–2        | 西幕下8枚目 3–4         | 西幕下13枚目 4–3            | 東幕下8枚目 1–6         | 東幕下33枚目 2–5            |
| 1991年 （平成3年） | 東幕下54枚目 休場 0–0–7 | 東三段目34枚目 5–2      | 東三段目7枚目 5–2       | 西幕下42枚目 2–5            | 東三段目3枚目 5–2       | 東幕下42枚目 6–1            |
| 1992年 （平成4年） | 東幕下18枚目 2–5        | 西幕下35枚目 3–4        | 西幕下47枚目 6–1        | 東幕下21枚目 2–5            | 東幕下39枚目 5–2        | 東幕下24枚目 3–4            |
| 1993年 （平成5年） | 西幕下33枚目 5–2        | 西幕下21枚目 5–2        | 西幕下10枚目 6–1        | 東幕下2枚目 5–2             | 東十両11枚目 7–8        | 東十両13枚目 6–9            |
| 1994年 （平成6年） | 西幕下3枚目 3–4         | 西幕下7枚目 4–3         | 西幕下2枚目 1–6         | 西幕下24枚目 4–3            | 西幕下17枚目 5–2        | 西幕下8枚目 3–4             |
| 1995年 （平成7年） | 東幕下14枚目 1–6        | 西幕下40枚目 3–4        | 東幕下50枚目 6–1        | 東幕下24枚目 4–3            | 西幕下17枚目 4–3        | 西幕下11枚目 2–5            |
| 1996年 （平成8年） | 東幕下24枚目 5–2        | 西幕下13枚目 2–5        | 東幕下27枚目 2–5        | 西幕下48枚目 5–2            | 東幕下30枚目 5–2        | 東幕下17枚目 3–4            |
| 1997年 （平成9年） | 東幕下25枚目 4–3        | 東幕下20枚目 4–3        | 西幕下14枚目 5–2        | 西幕下4枚目 4–3             | 西幕下2枚目 1–6         | 東幕下27枚目 3–4            |
| 1998年 （平成10年） | 西幕下36枚目 3–4        | 東幕下47枚目 3–4        | 東三段目3枚目 5–2       | 東幕下43枚目 4–3            | 西幕下36枚目 引退 0–0–7 | x                           |
| 各欄の数字は、「勝ち-負け-休場」を示す。 優勝 引退 休場 十両 幕下 三賞：敢=敢闘賞、殊=殊勲賞、技=技能賞 その他：★=金星 番付階級：幕内 - 十両 - 幕下 - 三段目 - 序二段 - 序ノ口 幕内序列：横綱 - 大関 - 関脇 - 小結 - 前頭（「#数字」は各位内の序列） |                         |                         |                         |                             |                         |                             |

## 改名歴
- 薬丸 猛（やくまる たけし）1981年3月場所-1981年5月場所
- 清の富士 猛（きよのふじ-）1981年7月場所-1998年9月場所